# 뉴욕 식물원

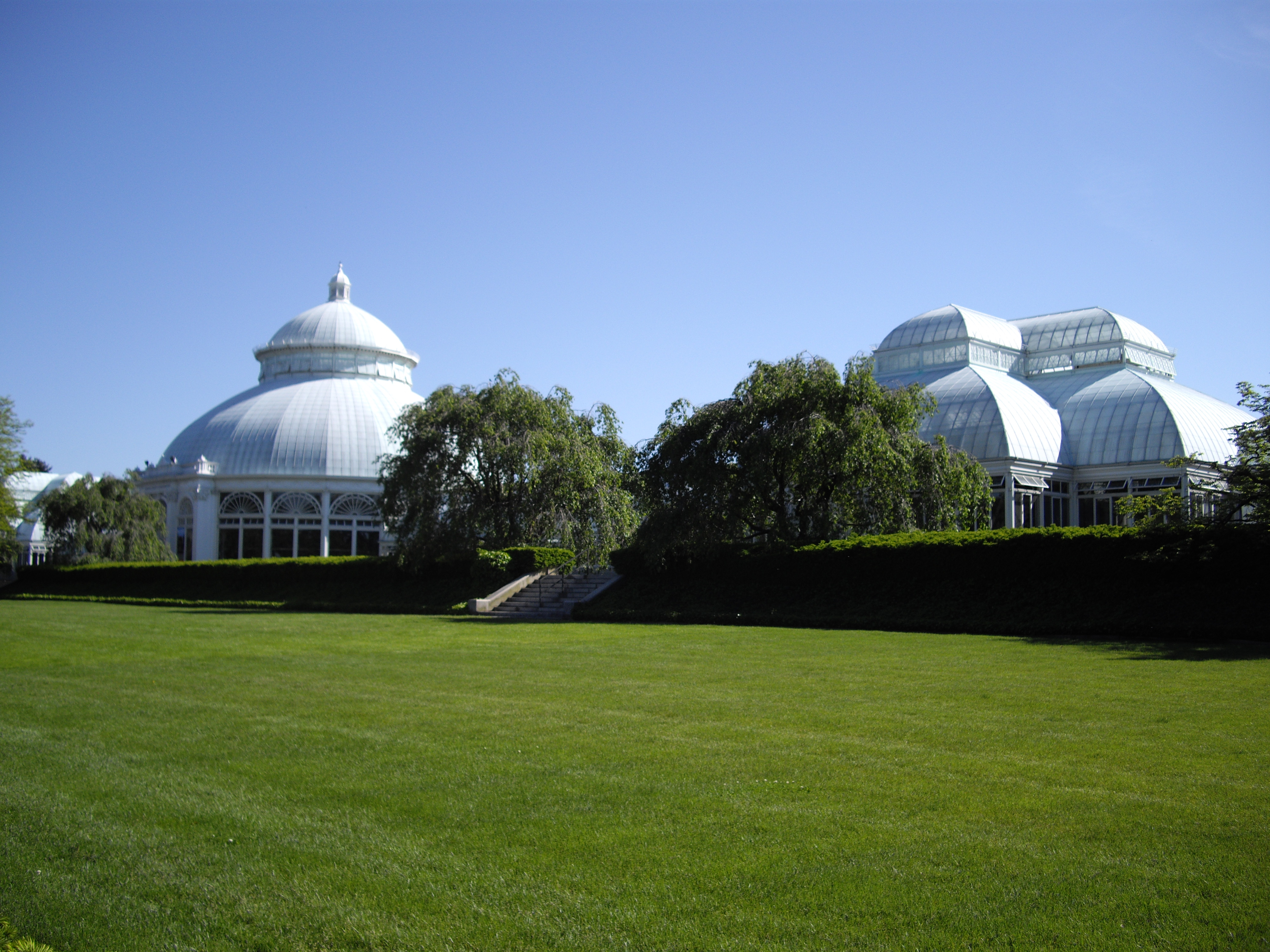
뉴욕 식물원

## 식물원의 사명 선언
뉴욕 식물원은 식물계를 옹호하고 있으며, 살아 있는 식물들을 모아두고 잘 분류하는 박물관과 도시 미화, 원예학과 식물학에 대한 포괄적인 교육 프로그램, 그리고 국제적인 식물학의 연구 센터의 역할로서 그 사명을 추구한다.(Source: The New York Botanical Garden)

## 역사
뉴욕 식물원은 1891년, 벨몬트 부동산 경내의 일부에 런던의 왕립 식물원에 영감을 받은 컬럼비아 대학교의 식물학자 너대니얼 로드 브리튼의 기금 모금 운동 이후 설립되었는데, 그 전에는 담배 재벌 피에르 로릴라드의 땅이었다. 1967년에 National Historic Landmark로 지정되었다.

## 같이 보기
- 뉴욕 시의 교육
- 미국의 식물원 목록
- 뉴욕 시의 박물관과 문화 기관 목록